# Кооп. Ченто (Каљари)
Кооп. Ченто је насеље у Италији у округу Каљари, региону Сардинија.
Према процени из 2011. у насељу је живело 584 становника. Насеље се налази на надморској висини од 30 м.